# 임주안
임주안(1996년 10월 4일 ~ ) 은 대한민국의  남자 가수이자 대한민국의 보이그룹 티에이엔의 메인보컬, 리드댄서를 맡고있다. 과거 2019년 남자아이돌 그룹 위인더존의 멤버로 데뷔하였다.

## 주요 경력

### TV 방송
- MBC 극한데뷔 야생돌 고정출연 (2021)